# Captain Sonar
Captain Sonar ist ein Brettspiel der französischen Spieleautoren Roberto Fraga und Yohan Lemonnier, das 2016 bei dem französischen Spieleverlag Matagot erschien. 2017 brachte Pegasus Spiele eine deutschsprachige Version auf den Markt, im gleichen Jahr wurde das Spiel auf die Empfehlungsliste des Kennerspiel des Jahres aufgenommen und beim Deutschen Spiele Preis auf den achten Rang gewählt.
Bei dem Spiel handelt es sich um eine Überarbeitung des klassischen Spiels Schiffe versenken, bei dem zwei U-Boot-Mannschaften aus jeweils bis zu vier Spielern gegeneinander antreten und das jeweils gegnerische Boot versenken müssen.

## Spielweise
In dem Spiel Captain Sonar treten zwei Mannschaften aus jeweils zwei bis vier Spielern als U-Boot-Mannschaften in einem Zukunftsszenario gegeneinander an und müssen jeweils als Team das gegnerische Schiff aufspüren und versenken. Dabei übernimmt jeder Spieler einer Mannschaft eine Rolle in dem Team und spielt entweder als Kapitän, Erster Offizier, Maschinist oder Funker mit jeweils eigenen Aufgaben. Die Mannschaft, die als erstes vier Schadenspunkte erhält, verliert das Spiel.
Das Spiel kann in Echtzeit oder rundenbasiert gespielt werden, zudem gibt es mehrere Szenarien mit teilweise weiteren Siegbedingungen. Das Spielmaterial besteht neben der Spieleanleitung aus zwei Sets aus jeweils 12 Spielbögen:
- jeweils einem Spielbogen für den Ersten Offizier,
- jeweils einem Spielbogen für den Maschinisten,
- jeweils fünf Spielbögen für den Kapitän (jeweils einer pro Szenario),
- jeweils fünf Spielbögen für den Funker (jeweils einer pro Szenario).

Hinzu kommen zwei transparenten Bögen für den Funker, 8 abwaschbaren Folienstiften und zwei Sichtschutzschirmen.

### Spielvorbereitung
Zum Beginn des Spiels werden die beiden Schutzschirme in der Tischmitte zur Sichttrennung der beiden Teams aufgestellt. Die Spieler setzen sich in einer vorgegebenen Reihenfolge gegenüber an den Tisch, wobei sich immer die Spieler mit den gleichen Rollen der gegnerischen Teams gegenübersitzen und innerhalb der Teams der Maschinist ganz außen, daneben der Erste Offizier, der Kapitän und dann der Funker sitzen. Nachdem die Spieler ein Szenario gewählt haben, erhalten jeweils der Kapitän und der Funker die entsprechenden Spielbögen, der Erste Offizier und der Maschinist erhalten ebenfalls ihre charaktertypischen Bögen und der Funker zusätzlich einen transparenten Bogen. Im Echtzeitmodus legen die Spieler alle Bögen mit der dunklen Seite nach oben vor sich ab, beim rundenbasierten Spiel mit der hellen Seite. Jeder Spieler bekommt zudem einen Stift. Spielen weniger als vier Spieler pro Team, übernimmt ein Spieler grundsätzlich den Funker und der Kapitän übernimmt zusätzlich den Ersten Offizier oder sogar auch noch den Maschinisten.

### Spielablauf
Im Spiel übernimmt jeder Spieler nun entsprechend seiner Rolle unterschiedliche Aufgaben:
- der Kapitän legt zu Beginn des Spiels die Startposition des Schiffes fest und markiert diese mit einem X auf seinem Spielbogen. Gemeinsam mit dem gegnerischen Kapitän gibt er den Befehl „Auf Tauchstation!“ und startet damit das Spiel. Der Kapitän steuert nun das Boot, indem er das U-Boot in jede der vier Himmelsrichtungen jeweils um ein Feld bewegt, auf seinem Bogen einzeichnet und diesen Kurs laut ansagt. Im Echtzeitspiel passiert dies parallel, im rundenbasierten Spiel abwechselnd. Sobald der Erste Offizier und der Maschinist ihre Aktion durchgeführt haben und den Kursbefehl durch ein „Ok“ bestätigt haben, gibt der Kapitän den nächsten Kurs an. Das Boot darf weder die bereits gefahrene Route kreuzen noch über ein Inselfeld oder ein Feld mit eigenen Wasserminen fahren und der Kapitän darf die bisherige Route nur durch ein Auftauchen löschen. Wenn der Kapitän das Schiff nicht mehr weitersteuern kann, muss er es auftauchen lassen.
- Der Funker verfolgt die Kursangaben des gegnerischen Kapitäns und versucht so herauszufinden, wo sich das gegnerische Schiff befindet. Er steht mit dem Kapitän in ständigem Kontakt und gibt ihm die jeweils berechneten Kursangaben weiter. Um dies zu ermöglichen, zeichnet er die Kursangaben des gegnerischen Kapitäns auf seinen transparenten Bogen und legt diesen auf seinen Spielbogen, wo er ihn verschieben und anpassen kann. Der Funker kann zudem durch Sonar und Suchdrohnen unterstützt werden, die vom Kapitän oder dem Ersten Offizier aktiviert werden können.
- Der Erste Offizier behält die verschiedenen Schiffssysteme in Sicht und gibt an den Kapitän die Information weiter, wenn Waffen und andere Systeme aktiviert werden können. Bei jedem Kursbefehl markiert der Erste Offizier ein Feld eines beliebigen Systems auf seinem Spielbogen. Sobald ein System in allen Feldern markiert ist, gibt er dies dem Kapitän an, der die Aktivierung des Systems befehlen kann. Erst wenn das System aktiviert wurde, darf es erneut markiert werden. Der Erste Offizier darf die Suchdrohne und den Sonar auch ohne Befehl des Kapitäns aktivieren, bei allen anderen Systemen ist ein Befehl des Kapitäns notwendig. Neben den Systemen markiert der Erste Offizier auch die Schäden am eigenen Schiff. Wenn vier Schäden markiert sind, ist das Schiff zerstört und die Mannschaft verliert das Spiel.
- Der Maschinist beobachtet die Systeme und Schäden, die sich durch die Kurswahl des Kapitäns ergeben. Jedes Mal, wenn der Kapitän einen Kursbefehl gibt, muss der Maschinist ein Symbol in der jeweiligen Sektion markieren. Dabei kann er zwischen Symbolen der zentralen Schaltkreise und des Hauptreaktor entscheiden. Der Maschinist sollte nach Möglichkeit den Kapitän vor dessen Kursbefehl über potenzielle größere Schäden informieren. Im Spiel gibt es dabei verschiedene Defekte:
  - Systemdefekte: Sobald mindestens ein Symbol einer bestimmten Systemkategorie markiert ist, darf dieses nicht mehr aktiviert werden. Jedes Mal, wenn der Erste Offizier ein System aktivieren möchte, muss er bei Maschinisten nachfragen, ob das System einsatzbereit oder beschädigt ist. Soll ein System genutzt werden, das beschädigt ist, muss dieses erst repariert werden.
  - Reaktordefekte: Markierungen im Reaktor haben allein keine Auswirkungen, solang nicht alle Reaktorsymbole angestrichen sind. Wenn alle Reaktorsymbole markiert wurden, kommt es zu einem Reaktordefekt und das Schiff erleidet einen Schadenspunkt, den der Maschinist der Ersten Offizier und dem Kapitän ansagt; danach kann der Maschinist die Markierungen löschen.
  - Bereichsdefekte: Sobald alle Systeme eines Bereichs beschädigt sind, erleidet das Schiff ebenfalls einen Schadenspunkt. Auch dieser wird angesagt und danach löscht der Maschinist wieder den gesamten Schaden des Bereichs.

Der Maschinist hat die Möglichkeit, verschiedene Reparaturen durchzuführen. So kommt es zu einer Selbstreparatur eines Systems, wenn alle Systeme eines der gelben, grauen oder orangefarbenen Schaltkreise beschädigt sind. Der Reaktor kann dagegen nur durch Auftauchen oder durch einen Reaktorschaden repariert werden.
Um Schäden am Schiff zu reparieren, kann der Kapitän das „Auftauchen!“ befehlen. Wenn er auftaucht, muss er dem gegnerischen Team ansagen, in welchem Sektor sich das eigene Schiff befindet, danach beginnen die Reparaturen. Im rundenbasierten Spiel hat das gegnerische Team 3 zusätzliche Runden, in denen das aufgetauchte Team aussetzt. Im Echtzeitspiel beginnt der Maschinist auf seinem Spielbogen einen der U-Boot-Bereiche zu ummalen und muss dies mit seinen Initialen abzeichnen. Danach gibt er den Bogen an den Ersten Offizier weiter, der dasselbe tut. Es folgen der Kapitän und der Funker, der dann den fertigen Bogen zurück an den Maschinisten gibt. Dieser übergibt ihn an den Maschinisten der gegnerischen Mannschaft zur Überprüfung der korrekten Umrandung und Abzeichnung. Wenn dieser die Korrektheit bestätigt, darf der Maschinist alle Defekte löschen und diese dem Kapitän bestätigen, der dann die bisherige Route löscht und den Befehl „Tauchen!“ gibt. Während der gesamten Reparatur darf das gegnerische Team weiterspielen.
Um die Waffen und anderen Systeme eines U-Boots zu aktivieren, müssen alle Felder der entsprechenden Systeme beim Ersten Offizier markiert sein. Dieser sagt dem Kapitän an, welche Systeme verfügbar sind und der Kapitän kann diese zu einem beliebigen Zeitpunkt aktivieren. Das Sonar und auch die Suchdrohne dürfen auch vom Ersten Offizier aktiviert werden. Zur Aktivierung muss zuerst der Maschinist gefragt werden, ob das System genutzt werden kann und keine Beschädigung aufweist. Danach ruft der Kapitän „STOP!“ und alle Spieler, auch die des gegnerischen Teams müssen ihre Aktivität unterbrechen. Danach wird das jeweilige System aktiviert und die entsprechende Aktion durchgeführt, erst danach geht das Spiel normal weiter. Folgende Aktionen und Systeme können aktiviert werden:
- eine Mine kann gezündet werden: Um diese Aktion durchzuführen, muss erst eine Mine auf ein benachbartes Feld (auch diagonal) ausgelegt werden. Diese darf nicht in die Route des eigenen Schiffes gelegt werden und das Schiff darf kein Feld mit eigener Mine befahren. Das Feld wird vom Kapitän auf dessen Spielbogen mit einem M markiert. Der Kapitän kann jederzeit im Spiel, außer bei aufgetauchtem Boot, eine beliebige Mine zünden und sagt dies mit den entsprechenden Koordinaten an. Befindet sich das gegnerische Boot auf der Mine, bekommt es einen direkten Treffer und damit 2 Schadenspunkte, befindet es sich benachbart zur Mine bekommt es einen indirekten Treffer und damit einen Schadenspunkt.
- ein Torpedo kann abgefeuert werden: Der Kapitän kann einen Torpedo auf ein bis zu vier Felder (nicht diagonal) entfernt liegendes Feld abfeuern und sagt dieses mit dessen Koordinaten an. Befindet sich das gegnerische Boot auf der Position, bekommt es einen direkten Treffer und damit 2 Schadenspunkte, befindet es sich benachbart zur Position bekommt es einen indirekten Treffer und damit einen Schadenspunkt.
- eine Suchdrohne kann aktiviert werden: Der Kapitän oder der Erste Offizier können eine Suchdrohne aktivieren und sagen dies an. Sie befragen den gegnerischen Kapitän, ob sich dessen Boot in einem spezifischen Sektor befindet und dieser muss wahrheitsgemäß antworten.
- den Sonar aktivieren: Der Kapitän oder der Erste Offizier können den Sonar aktivieren und sagen dies an. Der gegnerische Kapitän muss nun zwei Angaben zur Position machen (Reihe, Spalte, Sektor), von denen eine stimmen und eine gelogen sein muss.
- Schleichfahrt aktivieren: Der Kapitän befiehlt eine Schleichfahrt und darf nun das Schiff bewegen, ohne den Kurs anzusagen. Dabei darf er sein Schiff bis zu vier Felder in eine beliebige Richtung bewegen und gibt dies gestisch an sein Team weiter, damit diese die entsprechenden Aktionen ausführen können.
- Zusätzlich können in den verschiedenen Szenarien szenarientypische Schiffssysteme aktiviert werden.

Immer, wenn ein System aktiviert wurde, löscht der Erste Offizier die entsprechenden Markierungen auf seinem Spielbogen.
Das Spiel endet, sobald ein Schiff 4 Schadenspunkte aufweist; dabei ist unabhängig, wodurch das Schiff den Schaden erhalten hat. Das Team dieses Schiffes hat das Spiel verloren.

## Ausgaben und Rezeption
Das Spiel Captain Sonar ist angelehnt an das klassische Schiffe versenken und wurde von den beiden französischen Spieleautoren Roberto Fraga und Yohan Lemonnier entwickelt. Es wurde 2016 bei dem französischen Spieleverlag Matagot in einer französischen, einer englischen und einer multilingualen Version veröffentlicht, die Illustrationen und die Cover-Gestaltung übernahmen dabei die Illustratoren Ervin und Sabrina Tobal. 2016 und 2017 erschienen neben einer deutschsprachigen Version bei Pegasus Spiele weitere Ausgaben des Spiels auf Italienisch, Ungarisch/Rumänisch und Chinesisch.
2017 wurde das Spiel auf die Empfehlungsliste des Kennerspiel des Jahres aufgenommen und beim Deutschen Spiele Preis auf den achten Rang gewählt. Die Jury zum Kennerspiel des Jahres äußerte sich zu dem Spiel wie folgt:

„Schiffe versenken in Echtzeit. Beim Teamspiel „Captain Sonar“ gehen zwei U-Boot-Besatzungen auf Tauchfahrt mit dem Ziel, den Gegner aufzuspüren und auszuschalten. (…) Welch hektischer Nervenkitzel! Für Kadetten gibt es einen rundenbasierten Einsteiger-Modus.“

2017 erschien mit Captain Sonar: Upgrade 1 eine Erweiterung zu dem Spiel mit fünf weiteren Szenarien, die 2018 auf Deutsch als Captain Sonar: Volles Rohr veröffentlicht wurde und bis Ende Juli 2018 nur über den Fachhandel bezogen werden kann.

## Belege
1. 1 2 3 4 5 6 7  Offizielle Spielregeln für Captain Sonar (PDF; 7,4 MB); abgerufen am 15. September 2021.
2. 1 2  Versionen von Captain Sonar in der Datenbank BoardGameGeek; abgerufen am 19. Mai 2018.
3. 1 2  Captain Sonar auf der Website des Spiel des Jahres e.V.; abgerufen am 19. Mai 2018.
4. ↑  Captain Sonar: Volles Rohr. Pegasus Spiele, archiviert vom Original (nicht mehr online verfügbar) am 9. August 2020; abgerufen am 24. April 2025.